# Nicomedes (filho de Cleômbroto)
Nicomedes foi um general de Esparta, filho de Cleômbroto, filho de Anaxândrides II.
Seu pai, Cleômbroto, foi regente em nome de Plistarco, seu sobrinho, após a morte de Leônidas I, irmão de Cleômbroto e pai de Plistarco. Analogamente, Nicomedes foi regente de Plistóanex,  filho de Pausânias, irmão de Nicomedes.
Quando os atenienses estavam construindo as suas grandes muralhas, no terceiro ano da 80a olimpíada, os fócidos atacaram três cidades dórias, Boeum, Cytinum e Erineus, que ficavam na base do Monte Parnaso, e capturaram uma delas.
Os lacedemônios, por serem dórios, enviaram uma tropa de mil e quinhentos soldados espartanos e dez mil de seus aliados. Os fócios foram forçados a devolver a cidade (ou as cidades) que haviam tomado, e fizeram a paz com os dórios, mas, para voltar para Esparta, as tropas teriam que passar por regiões onde poderiam ser atacadas pelos atenienses. Alguns atenienses queriam que as tropas espartanas, localizadas na Beócia, fossem a Atenas derrubar a democracia e as muralhas, mas os Atenas juntou uma tropa de mil e quatrocentos soldados, inclusive aliados argivos, e lutaram contra os espartanos. Segundo Diodoro Sículo, as forças atenienses, com seus aliados de Argos e da Tessália, tinham cinquenta navios e 14.000 homens, e ocuparam os passes próximos do Monte Geraneia.
Os lacedemônios, recebendo informação dos planos atenienses, tomaram a rota através de Tânagra, na Beócia; os atenienses e aliados avançaram até Tânagra e formaram a linha de batalha.
Ocorreu então a batalha de Tânagra, uma vitória lacedemônia, porém com grandes perdas de ambos os lados. Durante a batalha, os tessálios desertaram para o lado lacedemônio, e a batalha só terminou com a chegada da noite, com grandes perdas. Os lacedemônios voltaram através de Mégara, cortando as árvores à frente deles.